# Álvaro Queipo
Álvaro Queipo Somoano (Oviedo, Asturias, 9 de mayo de 1988) es un político español, presidente del Partido Popular de Asturias desde 2023, así como diputado de dicho partido en la Junta General del Principado de Asturias desde 2019.

## Biografía
Queipo recibió el premio Extraordinario de Bachillerato del Gobierno del Principado en 2006. En 2010 obtuvo el título de Ingeniero Técnico Industrial especializado en Química Industrial por la Universidad de Oviedo y en 2012 el de Ingeniero Industrial especializado en Energía y Fluidos, también por la Universidad de Oviedo, incorporándose a la empresa Ingeniería y Suministros Asturianos, S.A. (ISASTUR) como Ingeniero de proyectos.
Queipo obtuvo dos medallas de bronce en el Campeonatos de España de Remo Olímpico con el Club de Mar de Castropol y ha sido varias veces campeón de Asturias en este deporte. Fue seleccionado para el Equipo Nacional de Remo Olímpico en el año 2006.

## Actividad política
Se afilió al Partido Popular en 2008, y resultó elegido concejal del Ayuntamiento de Castropol en las elecciones municipales de 2011. Fundó y presidió la sección local de Nuevas Generaciones en 2013. Revalidó el puesto de concejal en las elecciones de 2015 y 2019.
Es elegido diputado en la XI Legislatura de la Junta General del Principado de Asturias por la circunscripción occidental en las elecciones a la Junta General del Principado de Asturias de 2019 y en 2020 la junta Directiva del Partido Popular de Asturias lo nombra secretario general. Por este motivo renunció al acta de concejal y presidente del PP en Castropol en noviembre de 2020. El 7 de noviembre de 2022 asume también la presidencia interina del partido en el Principado ante la dimisión días antes de Teresa Mallada.
Repitió como cabeza de lista en la candidatura del partido por la circunscripción occidental en las elecciones a la Junta General del Principado de Asturias de 2023 y revalidó como diputado en la XII Legislatura de la Junta General.En octubre de 2023, tras la dimisión de Diego Canga como diputado y portavoz parlamentario, el partido acuerda nombrarle portavoz del PP en la Junta, siendo desde entonces el jefe de la oposición al Segundo Gobierno Barbón.
El 18 de noviembre de 2023 un congreso del Partido Popular de Asturias le nombra presidente tras un año ejerciendo de manera interina.Le sustituye como secretaria general Beatriz Llaneza.